# Fukyugata
Fukyugata (普及型) é o um kata praticado em diversos estilos de caratê; com este nome, porém, particularmente no estilo Shorin-ryu (linhagens Kobayashi-ryu e Matsubayashi-ryu). A autoria das duas formas deste kata, é atribuída aos mestres Shoshin Nagamine e Chojun Miyagi, que as criaram no fito de serem exercícios preliminares, ensinados antes dos kata tradicionais.
Os kata, dependendo do estilo, recebem nomes diferentes, podem ser chamado ainda apenas de fukyu. Nos idos de 1940, esses kata foram criados para serem ensinados aos alunos da rede pública, quando estes iniciavam o treinamento de caratê. O mestre Nagamine criou a primeira variante; o mestre Miyagi, a segunda.
No estilo goju-ryu, o kata Fukyugata dai Ni corresponde ao Gekisai dai Ichi.